# 遠別站

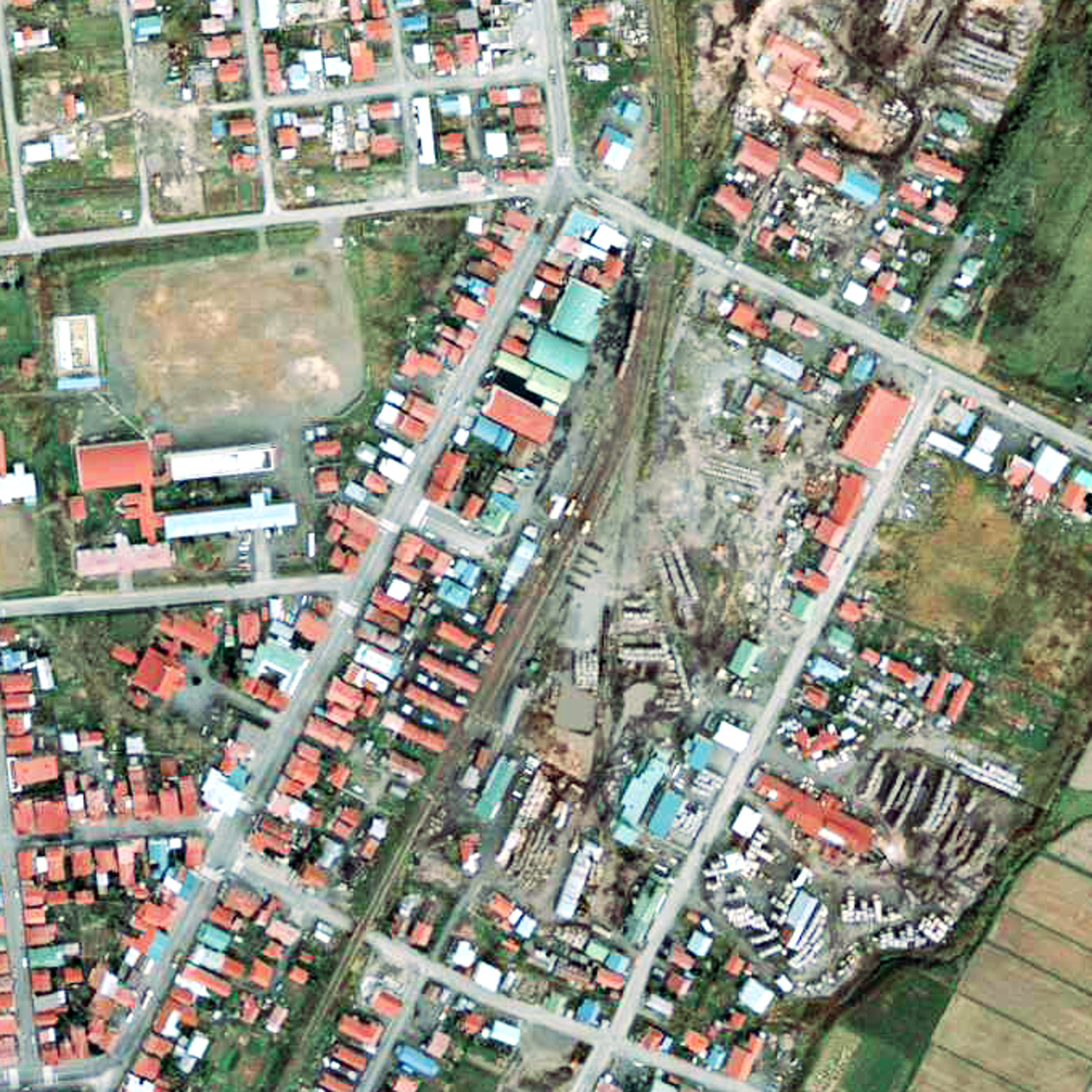
1977年的遠別站與方圓約500米範圍。上方為幌延方向。當時為木材裝載站，車站後方設有木材工廠和堆場。車站大樓是一座鋼筋混凝土製的建築物，站內設有1面2線的島式月台，車站大樓一方和車站後方各有一條副本線。車站旁邊設有貨物月台和引込線。車站後方的堆場有數條引込線。右上方的木材工廠處也有一條引込線。

遠別站（日语：／ Embetsu eki */?）是位於北海道天鹽郡遠別町字本町6丁目，日本國有鐵道（國鐵）的羽幌線車站（廢站）。隨著羽幌線廢線，車站在1987年（昭和62年）3月30日廢除。
在1986年（昭和61年）10月前，急行「羽幌」停靠此站。

## 歷史
- 1936年（昭和11年）10月23日 - 鐵道省天鹽線天鹽站至此站之間開通，此站啟用[2][1]。當時為一般車站[1]。
- 1949年（昭和24年）6月1日 - 日本國有鐵道成立，成為日本國有鐵道車站。
- 1958年（昭和33年）10月18日 - 羽幌線初山別站至此站之間開通，成為中途站。天鹽線編入羽幌線，羽幌線全線開通。車站大樓同日翻新[3]。
- 1984年（昭和59年）2月1日 - 結束處理貨物和行李[1]。
- 1987年（昭和62年）3月30日 - 羽幌線全線廢除，此站也廢除。

## 車站構造
截至車站廢除前，車站是一座地面車站，設有1面2線的島式月台。可進行列車交會。月台上設有短的上蓋。車站大樓一方（西邊）為下行線，外邊（東邊）為上下行線共用月台（沒有月台編號）。在下行線與車站大樓之間設有貨物側線和貨物月台。站內外側設有數條側線（截至1983年（昭和58年），站內的一條副本線分支了四條側線）。
此站是職員配置站。車站大樓是一座鋼筋混凝土建築物，位於站內西南方，鄰連月台與站內平交道。
另外，此站是維護路軌的基地之一。

## 站名的由來
車站名稱取自町名。町名在阿伊努語名為「ウェンペッ（wen-pet）」，其意思為壞、河。

## 使用狀況
- 在1981年度（昭和56年度），一日上落車人次數目為321人[3]。

## 車站周邊
- 北海道道688號名寄遠別線（日语：北海道道688号名寄遠別線）
- 國道232號（日语：国道232号）（天賣國道/日本海奧羅龍線（日语：日本海オロロンライン））
- 道之驛富士見（日语：道の駅富士見） - 車站南方約2公里處。該處開設富士見丘公園。在羽幌線廢除後開業。截至1999年（平成11年），該處地點旁邊遺留了路軌上的礫石[5]。該處為賞花之地[3]。
- 遠別町公所
- 天鹽警署（日语：天塩警察署）遠別駐在所
- 遠別郵局
- 稚內信用金庫（日语：稚内信用金庫）遠別分店
- 北海道遠別農業高等學校（日语：北海道遠別農業高等学校）
- 遠別町立遠別中學
- 遠別町立遠別小學
- 遠別國保醫院
- 旭溫泉（日语：旭温泉 (北海道)） - 車站南邊約14公里[3]。
- 遠別川

## 現況
截至1999年（平成11年），車站變成一個巴士總站。截至2001年（平成13年）和2010年（平成22年）也是同樣。車站大樓與月台等設施已經看不到任何痕蹟。
另外，在遠別町鄉土資料館內保存了遠別站站內曾經使用的調度機車。
關於巴士總站，沿岸巴士設有以下巴士路線駛入。
- 遠別營業所、羽幌總站、留萌十字街、留萌站前、留萌市立醫院（日语：留萌市立病院）方向
- 幌延站、豐富站方向

※特急羽幌號停靠「遠別營業所」巴士站。

## 相鄰車站
日本國有鐵道
羽幌線
天鹽金浦－遠別－（啟明臨時乘降場）－丸松

## 注腳
1. 1 2 3 4 5  石野哲（編）. . JTB. 1998: 872. ISBN 978-4-533-02980-6 （日语）.
2. 1 2   第1版. 札幌市: 日本国有鉄道北海道総局. 1973-03-25: 110. ASIN B000J9RBUY.
3. 1 2 3 4 5 6 7  宮脇俊三 (编). . 原田勝正. 小學館. 1983-07: 202. ISBN 978-4093951012 （日语）.
4. ↑  工藤裕之. . 北海道新聞社. 2011-12: 66–67. ISBN 978-4894536197 （日语）.
5. 1 2 3  宮脇俊三 (编). . JTB Can Books. JTB出版. 1999-03: 22. ISBN 978-4533031502 （日语）.
6. ↑   (PDF). アイヌ語地名リスト. 北海道 環境生活部 アイヌ政策推進室. 2007  [2017-10-20]. （原始内容存档 (PDF)于2018-04-17） （日语）.
7. ↑  宮脇俊三 (编). . JTB Can Books. JTB出版. 2001-07: 38. ISBN 978-4533039072 （日语）.
8. ↑  今尾恵介 (编). . JTB出版. 2010-03: 45,47. ISBN 978-4533078583 （日语）.
9. ↑  本久公洋. . 北海道新聞社. 2011-09: 219. ISBN 978-4894536128 （日语）.

## 外部連結
- 羽幌線廢線跡調査 （页面存档备份，存于）（日語）